# Aqueduc sur le Guindy
L'aqueduc sur le Guindy est un pont-aqueduc franchissant la rivière du Guindy, construit au début du XVIIe siècle pour alimenter en eau la ville de Tréguier. L'aqueduc sur le Guindy (ou sur la Guindy) fait l’objet d’une inscription au titre des monuments historiques depuis le 17 avril 1931. 

## Localisation
En amont de la fontaine de Créven à Plouguiel, l'aqueduc enjambe la rivière du Guindy depuis la commune de Plouguiel vers la commune de Minihy-Tréguier un peu en aval du lieu-dit le Guindy.

## Description
L'aqueduc est construit en pierres de taille en schiste. Il comporte huit arches plein cintre. C'est l'ouvrage d'art le plus visible d'un réseau d'adduction d'eau de 8 km allant du réservoir de la fontaine de Créven de Plouguiel au réservoir de la fontaine du centre ville de Tréguier, place du Martray près de la cathédrale Saint-Tugdual.

## Historique
Adrien d'Amboise, évêque de Tréguier, a entrepris la construction de l'aqueduc en 1610 suivant les plans de l'artiste peintre Charles Symons. Suivant les dates inscrites sur les réservoirs de Créven, 1623 et de la fontaine de la place du Martray à Tréguier, 1626, on peut en déduire la période de construction de l'aqueduc. L'aqueduc a été restauré en 1809.